# DAFトラックス (サイクリングチーム)
DAFトラックス（DAF Trucks ）は、1979年から1983年まで存在したベルギーのプロサイクリングチームである。当時の主なスポンサーは、オランダのトラック製造会社DAFトラックスだった。